# Continental Marines
I Continental Marines furono il corpo di fanteria di marina delle Tredici colonie prima e dei neonati Stati Uniti d'America poi, creato espressamente nel novembre 1775 per prendere parte alla guerra d'indipendenza americana.
Come il suo equivalente britannico, cui si ispirava, il corpo aveva il compito di fornire distaccamenti per le spedizioni anfibie e per la protezione degli ufficiali a bordo delle unità della Marina continentale, oltre che agire come tiratori scelti durante gli abbordaggi; un contingente di marines fu anche aggregato all'Esercito continentale e prese parte alle campagne di George Washington sulla terraferma. In totale, 131 ufficiali e circa 2.000 tra sottufficiali e soldati prestarono servizio nei Continental Marines durante la guerra.
Come gran parte delle forze armate americane, il corpo fu sciolto nell'aprile 1783 dopo la cessazione delle ostilità; il moderno United States Marine Corps, creato nel 1798, si considera comunque in continuità storica con i Continental Marines e celebra come sua data di fondazione il 10 novembre 1775.

## Storia
Il corpo dei Continental Marines fu istituito formalmente il 10 novembre 1775 con un atto normativo (Continental Marine Act of 1775) del Secondo congresso continentale; l'atto statuì:
(Continental Marine Act of 1775)

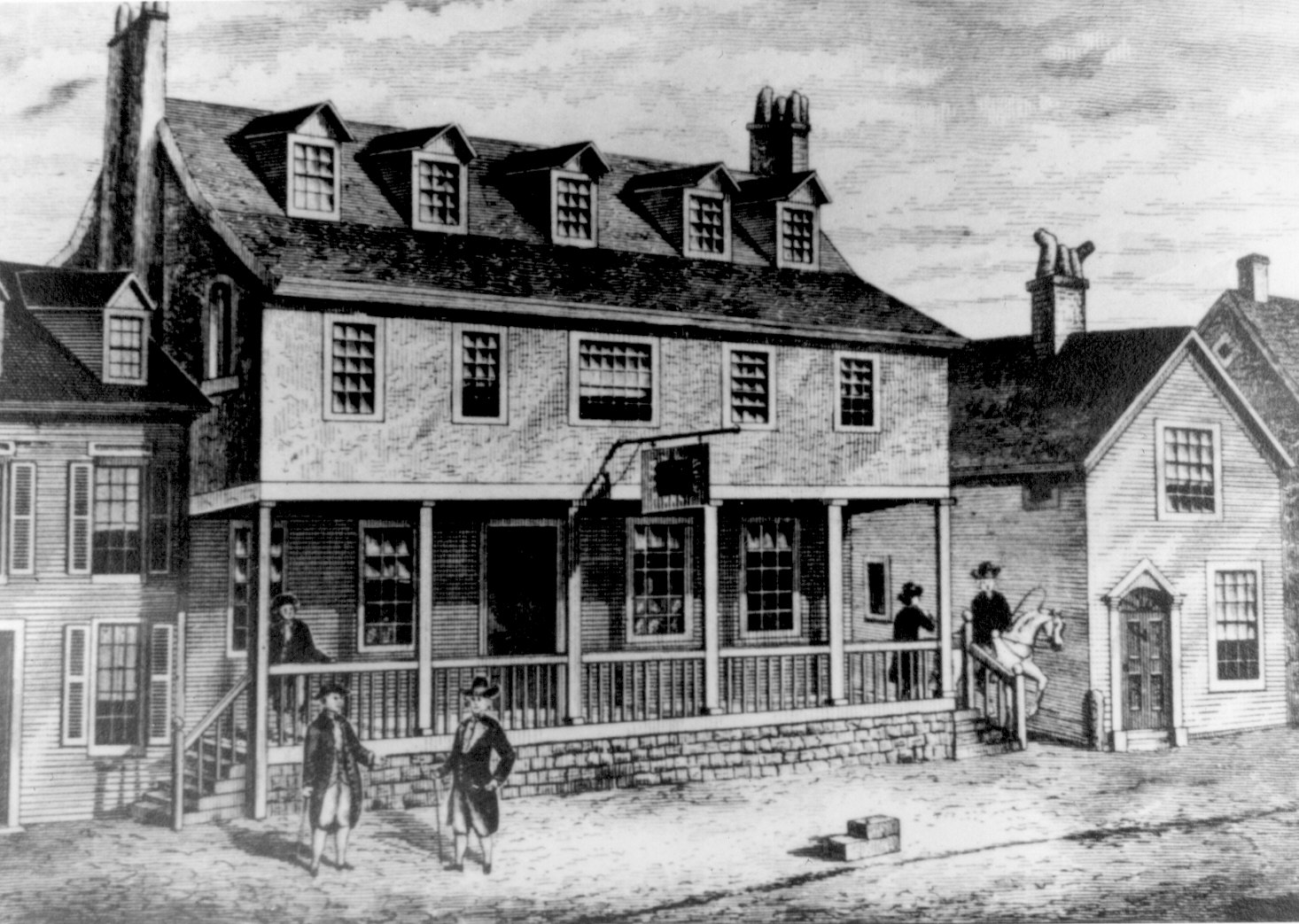
Stampa raffigurante la Tun Tavern di Filadelfia, considerata tradizionalmente il luogo di nascita del corpo dei marines

Questi due battaglioni furono inizialmente intesi per appoggiare l'armata di George Washington nella sua progettata invasione anfibia della regione di Halifax in Nuova Scozia, principale punto d'appoggio e base di rifornimento britannica in America del nord. Nella realtà solo uno dei battaglioni fu costituito entro dicembre, con in organico circa 300 uomini suddivisi tra cinque compagnie; i progetti per il reclutamento del secondo battaglione furono sospesi a tempo indefinito dopo che la guarnigione di Halifax fu rinforzata da un considerevole numero di truppe britanniche, rendendo impossibile il pianificato attacco anfibio. Washington stesso si dimostrò poco propenso a fornire supporto ai nascenti marines, e suggerì che essi fossero reclutati nelle zone di New York e Filadelfia.
Il primo e unico comandante in capo dei Continental Marines fu il capitano Samuel Nicholas, che assunse il comando il 28 novembre 1775; la prima caserma dei marines fu collocata a Filadelfia. Varie leggende collocano il primo centro di reclutamento dei marines presso una taverna di Filadelfia, la Tun Tavern; lo storico Edwin Simmons suppone invece che esso si trovasse inizialmente presso la Conestoga Waggon, una taverna appartenuta alla famiglia dello stesso capitano Nicholas. Robert Mullen, la cui madre era la proprietaria della Tun Tavern, ricevette il grado di capitano dei marines nel giugno 1776 ed è probabile che solo da allora la taverna sia diventata il centro di reclutamento dei Continental Marines.

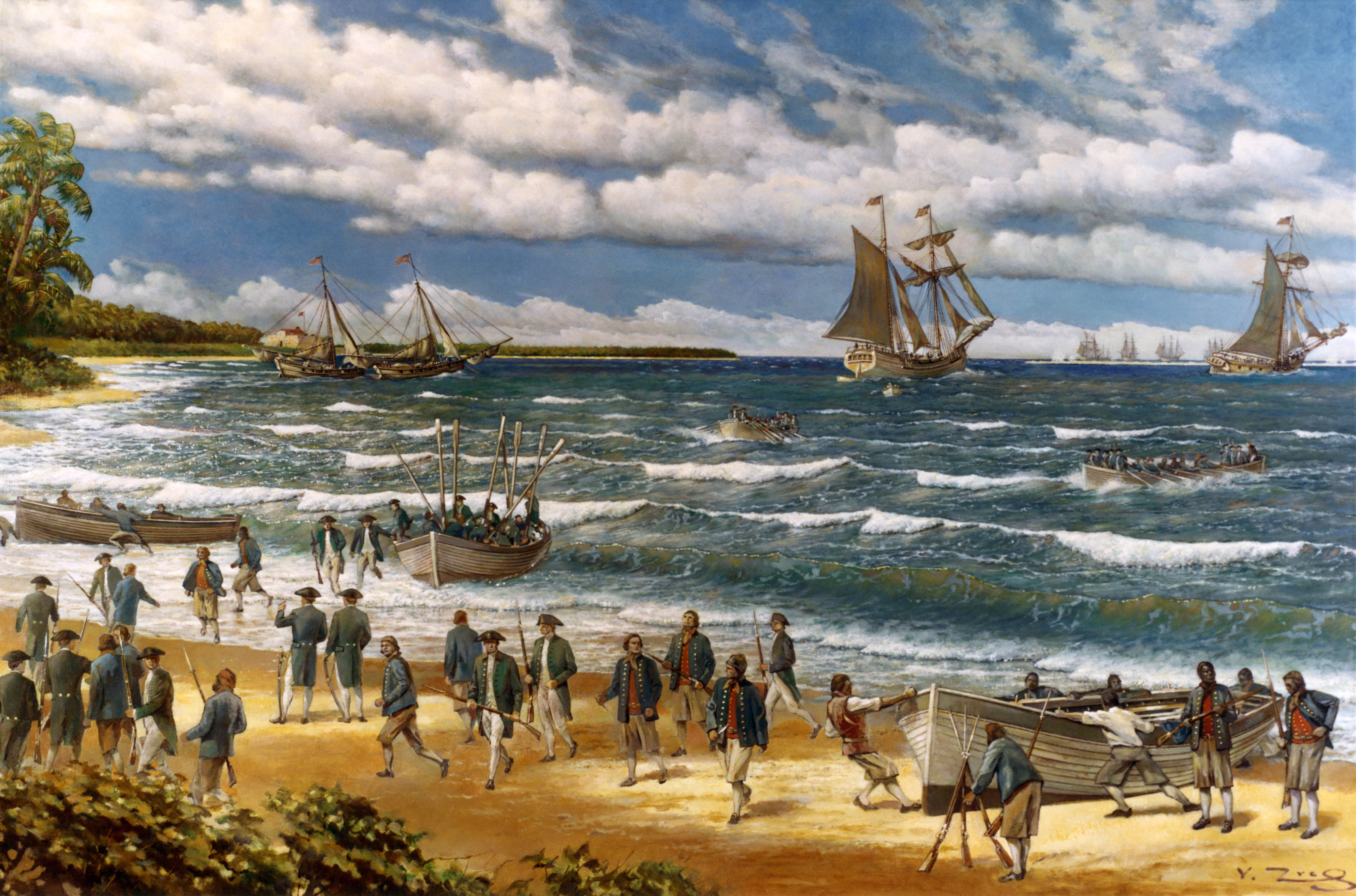
Marines e marinai continentali sbarcano a New Providence in un quadro del XX secolo

I Continental Marines furono ben presto impiegati per condurre sbarchi e incursioni anfibie durante la guerra d'indipendenza. Unità di marines furono aggregate al primo squadrone della Continental Navy, al comando del commodoro Esek Hopkins, per prendere parte a una spedizione nelle acque dei Caraibi alla fine del febbraio 1776, compiendo due incursioni ai danni di Nassau nella colonia britannica delle Bahamas. La prima di queste azioni portò alla battaglia di Nassau del 3-4 marzo 1776: il capitano Nicholas guidò lo sbarco di 250 tra marines e marinai americani sull'isola di New Providence, marciando poi sulla città di Nassau dove furono razziati dai depositi britannici vasti quantitativi di munizioni e cannoni; un secondo sbarco, condotto quella stessa notte da un distaccamento agli ordini del tenente Trevet, portò alla cattura di varie imbarcazioni cariche di rifornimenti. Dopo altre azioni nelle acque americane, lo squadrone di Hopkins rientrò in patria l'8 aprile 1776 dopo aver riportato 7 morti e 4 feriti tra i marines a bordo; benché lo stesso Hopkins fosse stato contestato per i magri risultati riportati nell'azione, il capitano Nicholas fu promosso maggiore il 25 giugno e ricevette l'incarico di reclutare quattro nuove compagnie di marines per equipaggiare quattro nuove fregate in costruzione per la Marina americana.
Nel dicembre 1776 i Continental Marines furono inviati a unirsi all'armata di Washington, acquartierata a Trenton e impegnata a fronteggiare le forze britanniche nel New Jersey; incerto su come impiegare questi fanti di marina, Washington li mise in organico con una brigata della milizia di Filadelfia per il semplice fatto di portare la medesima divisa di colore verde. Arrivati troppo tardi per partecipare alla battaglia di Trenton il 26 dicembre 1776, i Continental Marines presero invece parte agli scontri della battaglia di Princeton il 3 gennaio 1777.

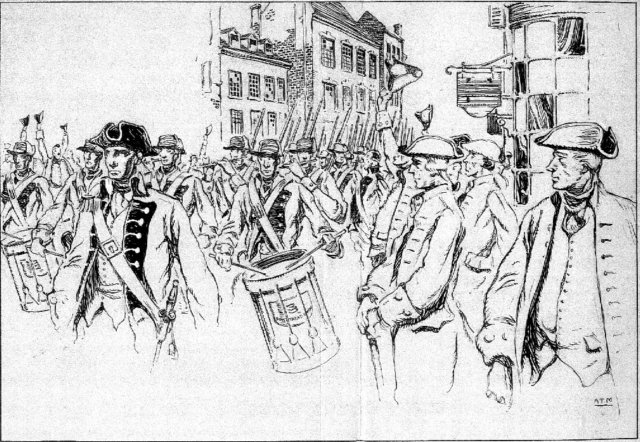
Stampa del XX secolo raffigurante il maggiore Nicholas che guida i marines alla volta di Princeton

Un distaccamento di marines prese parte nel luglio 1779 alla spedizione di Penobscot nel Maine occupato dai britannici: i marines occuparono con un assalto anfibio l'isola di Nautilus e la penisola di Majabagaduce nella baia di Penobscot, ma dovettero ritirarsi con pesanti perdite dopo che le navi del commodoro Dudley Saltonstall ebbero fallito nel neutralizzare il vicino fortino tenuto dai britannici. Nello stesso periodo un secondo gruppo di marines sotto il capitano James Willing lasciò Pittsburgh, viaggiò giù per il corso del fiume Ohio e del Mississippi, catturò la nave a vela Rebecca e, in congiunzione con altri marines sbarcati a New Orleans, compì incursioni ai danni delle comunità lealiste lungo le rive del Lago Ponchartrain.
Alla fine della guerra d'indipendenza, tanto i Continental Marines che la Continental Navy furono ufficialmente sciolti nell'aprile 1783; anche se alcuni membri del corpo rimasero in servizio a bordo delle poche unità navali militari conservate in esercizio, gli ultimi marines furono congedati nel settembre seguente. In totale, servirono nei Continental Marines 131 ufficiali e probabilmente non più di 2.000 tra sottufficiali e soldati.

## Uniformi
Le prime compagnie di Continental Marines entrarono in battaglia senza indossare uniformi codificate.
Solo il 5 settembre 1776 il Naval Committee pubblicò un regolamento ufficiale per le uniformi dei Continental Marines, specificando per il corpo una divisa consistente in una giacca di colore verde con rivestimenti (risvolti, polsini e rivestimento del cappotto) di colore bianco; la giacca doveva avere anche un colletto di cuoio alto e rigido, per proteggere gli uomini dai fendenti di sciabola e per mantenere la testa in posizione eretta. Il verde era il colore tradizionale delle unità di fanteria leggera equipaggiate con fucili, ma i Colonial Marines furono dotati di normali moschetti; più probabilmente, il panno verde fu scelto semplicemente perché più abbondante e di immediata disponibilità a Filadelfia, e perché utile a distinguere immediatamente i marines tanto dai britannici (vestiti in rosso) che dal resto delle forze dell'Esercito continentale (vestite in blu).